# Ланкастер, Чарльз Вильям
Чарльз Вильям Ланкастер (англ. Charles William Lancaster; 24 июня 1820 — 24 апреля 1878) — представитель династии британских оружейников, владелец одноимённой оружейной компании, разработчик оригинальных конструкций охотничьего оружия, боевых винтовок, артиллерийских систем и боеприпасов.

## Биография
Родился в семье знаменитого британского оружейного мастера Чарльза Ланкастера, который с 1843 года поставлял оружие королевскому двoру. Прошёл обучение в частной школе, однако покинул её в раннем возрасте устроившись на оружейную фабрику своего отца, где и приобрёл основные знания механики, навыки металлобработки и опыт конструирования оружейных систем.
В 1850 году он воплотил в металле идею овально-винтовальной сверловки, которая позднее получила его имя. Запатентовав её (патент № 13161 1850 года), в целях дальнейшего развития и популяризации им была создана экспериментальная модель в виде 68-фунтового артиллерийского орудия с овально-винтовальной сверловкой ствольного канала. Испытания данной системы прошли в Королевском арсенале в Вулвиче и вызвали рост интереса к системам с овально-эллиптическим сечением ствола. После ряда усовершенствований и модификаций им был получен патент на окончательный вариант сверловки в 1867 году.
В 1852 году им было создано казнозарядное охотничье ружьё под патрон центрального боя, в котором ударный состав располагался в центре дна патронной гильзы и прикрыт колпачком. Однако, такая конструкция не прижилась, так как проигрывала в цене традиционным унитарным патронам.
В 1855 году карабин его разработки был принят на вооружение Корпуса королевских инженеров и активно использовался в боевых действиях на фронтах Крымской войны.
Примерно в 1860 году, совместно с Генри Торном, он разработал одноимённый пистолет Ланкастера
Помимо конструкторской деятельности интересовался вопросами баллистики в приложении к охоте, причём в 1888 году была опубликована его книга «Трактат об охотничьей стрельбе».